# Ószéplak
Ószéplak (szlovákul Krásno) község Szlovákiában, a Trencséni kerületben, a Simonyi járásban.

## Fekvése
Simonytól 5 km-re délnyugatra, a Nyitra bal partján fekszik.

## Története
A község területén a régészeti leletek szerint már a kőkorszakban éltek emberek, a lengyeli kultúra települése állt itt. Később a nagyrévi és a La Tène kultúráknak állt települése ezen a területen, mely a római korban is lakott volt.
Nem hiteles adatok szerint a falu már 1078-ban létezett. Az első hiteles írásos említés 1295-ből való "Zeplok" alakban. Chrib nevű határrészén a 11. és 14. század között település állt. Temploma 11. századi volt és még 1798-ban is használták. 1337-ben "Sceplak" néven bukkan fel az írott forrásokban. A 18. századig több nemesi család osztozott a község birtokain. 1334-ben Vörös Tamás, 1559-ig a Russói, később a Tapolcsányi Tamások, a Keglevichek, Koháriak és mások a birtokosai. 1553-ban 11 porta állt a településen. 1715-ben 8 adózó háztartása volt. 1778-ban 2 nemesi, 14 jobbágy, 13 zsellér háztartása létezett. 1828-ban 37 házát 2559-en lakták. Lakói mezőgazdasággal, állattartással, a nők szövéssel foglalkoztak. A 18. század végén 2 csizmadia, szabó és asztalos is működött a községben. A 19. században Gregor Friesenhof báró lett a falu birtokosa, a művelt osztrák család nagy fellendülést hozott a község életére.
Fényes Elek szerint "Ó-Krasznó, másként Széplak, Nyitra m. tót falu, Bars vmegye szélén: 254 kath., 5 zsidó lak. F. u. többen. Ut. p. Ny. Zsámbokrét."
A trianoni békeszerződésig Nyitra vármegye Nyitrazsámbokréti járásához tartozott.

## Népessége
| Év:            | 1994. | 2004.    | 2014.   | 2024.   |
| -------------- | ----- | -------- | ------- | ------- |
| Emberek száma: | 569   | 490      | 497     | 518     |
| Eltérés:       |       | -13,88 % | +1,42 % | +4,22 % |

| Év:            | 2023. | 2024.   |
| -------------- | ----- | ------- |
| Emberek száma: | 520   | 518     |
| Eltérés:       |       | -0,38 % |

1910-ben 363, túlnyomórészt szlovák anyanyelvű lakosa volt.
2001-ben 530 lakosából 526 szlovák volt.
2011-ben 513 lakosából 500 szlovák volt.

## Nevezetességei
- A római katolikus templom 1801-ben épült klasszicista stílusban.
- A chribi 11. századi templom alapjai, a templom a 19. század elején pusztult el.

## Neves személyek
- Itt élt és nyugszik báró Friesenhof Gergely földbirtokos, meteorológus.

## Külső hivatkozások
- Községinfó
- Ószéplak Szlovákia térképén
- E-obce.sk[halott link]